# Moacyr Albuquerque
Moacyr Albuquerque (Salvador, Bahia, 1945 - Salvador, 27 de outubro de 2000) foi um músico e compositor brasileiro. Durante muito tempo foi um dos mais importantes baixistas em atividade na MPB, tendo acompanhado grandes nomes como Caetano Veloso, Chico Buarque, Maria Bethânia, Gal Costa, Gilberto Gil, Toquinho e Vinícius de Moraes e Martinho da Vila.

## Biografia
Irmão do também músico Perinho Albuquerque, participou da gravação do antológico LP "Transa", de Caetano Veloso, gravado em 1972 e Londres. Como compositor, deixou músicas de sucesso, como "Qual é baiana?" e "Sem grilos", ambas em parceria com Caetano Veloso e gravadas por Gal Costa, "No norte da saudade" (com Gilberto Gil e Perinho Santana), gravada por Gilberto Gil e "Rumba louca" (parceria com Tavinho Paes), gravada por Gal Costa. Outros intérpretes que gravaram músicas suas foram Carmélia Alves, Wanderléa, Tom Zé, Paulinho Boca de Cantor, Tânia Alves, Terezinha de Jesus e Bette Caligaris. O mesmo veio a óbito em 27 de outubro de 2000, na Cidade do Rio de Janeiro.

## Os principais discos em que participou
- "Drama / Anjo Exterminado", Maria Bethânia, 1972;[4]
- "Transa", Caetano Veloso, 1972;[5]
- "Caetano e Chico Juntos e Ao Vivo", Caetano Veloso e Chico Buarque, 1972;[6]
- "Araçá Azul", Caetano Veloso, 1973;
- "Temporada de Verão", Caetano Veloso, Gilberto Gil e Gal Costa, 1974;[7]
- "Jóia", Caetano Veloso, 1975;[8]
- "Qualquer Coisa", Caetano Veloso, 1975;[9]
- "Refazenda", Gilberto Gil, 1975;[10]
- "Meus Caros Amigos", Chico Buarque, 1976;
- "1001 Noites de Bagdá", Jorge Mautner, 1976;[11]
- "Pássaro Proibido", Maria Bethânia, 1976;[12]
- "Bicho", Caetano Veloso, 1977;[13]
- "Caras & Bocas", Gal Costa, 1977;[14]
- "Refavela", Gilberto Gil, 1977;[15]
- "Refestança", Gilberto Gil e Rita Lee, 1977;[16]
- "Água Viva", Gal Costa, 1978;[17]
- "Álibi", Maria Bethânia, 1978;[18]
- "Gal Tropical", Gal Costa, 1979;[19]
- "Mel", Maria Bethânia, 1979;
- "Aquarela do Brasil", Gal Costa, 1980;[20]
- "Alteza", Maria Bethânia, 1981;[21]
- "Nossos Momentos", Maria Bethânia, 1982;[22]
- "Novas Palavras", Martinho da Vila, 1983;[23]
- "Poeta, Moça, Violão", Vinícius de Moraes, Toquinho e Clara Nunes, 1991;
- "As Canções de Eu, Tu, Eles", Gilberto Gil, 2000;[24]
- "Larrálibus Escumálicus Cujolélibus", Tuzé de Abreu, 2002;[25]